# Samarská oblast
Samarská oblast (rusky Сама́рская о́бласть) je jednou z oblastí v Rusku. Nachází se v středo-jihovýchodní části Evropské poloviny země. Jejím hlavním městem je Samara, po níž je také pojmenována. V letech 1936 až 1990 se jmenovala Kujbyševská oblast.

## Oblastní symboly

### Vlajka
Vlajka Samarské oblasti je tvořena listem o poměru stran 2:3, se třemi vodorovnými pruhy, červeným, bílým a modrým. Uprostřed listu, přes všechny pruhy, je umístěn znak oblastí, jehož výška je rovná ⅔ šířky vlajky.

## Geografie
Samarská oblast se rozkládá na obou březích řeky Volhy, hlavní město se nachází zhruba v jejím prostředku. Území je převážně rovinaté a zemědělsky velmi využívané, nacházejí se zde však také i některá nižší pohoří (nejznámější je Žiguli, další jsou pak Sokolji gory či Kineľskije jary). Významnými řekami je například Velký Kiněl či Samara.

## Významná města
- Samara (1 133 418 obyvatel)
- Toljatti (704 792 obyvatel)
- Syzraň (183 518 obyvatel)
- Novokujbyševsk (111 849 obyvatel)
- Čapajevsk (62 755 obyvatel)

## Ekonomika
Co se týče průmyslu, mají velký význam velkoměsta Samara a Toljatti ležící u severní hranice oblasti. V Toljatti sídlí mj. automobilka VAZ - Lada. Pro energetiku je zásadní elektrárna u velké přehradní nádrže na řece Volze. Oblastí také východo-západním směrem prochází důležitá železnice spojující Moskvu a Taškent.
V oblasti jsou umístěny také dvě ropné rafinerie společnosti Rosněfť nacházející se v blízkosti měst Syzraň a Novokujbyševsk. V noci z 15. na 16. března 2024 vypukl v syzraňské rafinérii rozsáhly požár, který podle samarského guvernéra Dmitrije Azarova byl způsoben útokem ukrajinských bezpilotní letadel. Útok na rafinerii v Novokujbyševsku se dle guvernéra podařilo odvrátit.
V noci z 22. na 23. března 2024 došlo v důsledku dalšího útoku dronů k požáru v kujbyševské rafinerii společnosti Rosněfť. Podle ruské zpravodajské agentury Interfax gubernátor samarské oblasti Dmitrij Azarov uvedl, že vzplála primární kolona na rafinaci ropy. Firma uvádí, že konstrukční kapacita rafinérie činí 7 milionů tun ročně.